# Е̄
Cette page contient des caractères spéciaux ou non latins. S’ils s’affichent mal (▯, ?, etc.), consultez la page d’aide Unicode.
Le ié macron (capitale Е̄, minuscule е̄) est une lettre de l'alphabet cyrillique utilisée en aléoute, evenki, mansi, nanaï, néguidale, orok, same de Kildin, selkoupe, et tchétchène.

## Représentation informatique
Le ié macron peut être représenté avec les caractères Unicode suivants :
- décomposé (cyrillique, diacritiques) :

| formes    | représentations | chaînes de caractères | points de code | descriptions                                      |
| --------- | --------------- | --------------------- | -------------- | ------------------------------------------------- |
| capitale  | Е̄               | Е◌̄                    | U+0415 U+0304  | lettre majuscule cyrillique ié diacritique macron |
| minuscule | е̄               | е◌̄                    | U+0435 U+0304  | lettre minuscule cyrillique ié diacritique macron |